# Lötschberg-basistunnel
De Lötschberg-basistunnel is een 34,6 km lange tunnel door de Zwitserse Alpen. Hij werd officieel geopend op 15 juni 2007 en is op 9 december 2007 in gebruik genomen. De tunnel is onderdeel van de Lötschbergspoorlijn en sluit in het Rhônedal aan op de Simplonspoorlijn.

## Kenmerken
Bij de bouw van de tunnel is rekening gehouden met een capaciteit van 70 goederentreinen en 30 reizigerstreinen per dag. De tunnel is zo gebouwd dat deze laatste met een snelheid van 250 km/uur kunnen rijden; sinds december 2008 is dat toegestaan. Dit vermindert de reistijd tussen Noord- en Zuid-Zwitserland met ongeveer een uur.
| Lengte                      | 34.576,60 m |
| Totale lengte tunnelsysteem | 88,1 km     |
| Afstand tussen buizen       | 40 m        |
| Helling noordzijde          | 3 ‰         |
| Helling zuidzijde           | 11 ‰        |
| Hoogte noordkant (Frutigen) | 776,5 m     |
| Hoogte zuidkant (Raron)     | 654,2 m     |

De tunnel loopt ongeveer 400 meter onder de bestaande Lötschbergtunnel van Frutigen, Berner Oberland naar Raron, Wallis. Een verschil met de oude tunnel is dat de treinen niet meer over steile, bochtige sporen rijden voor de trajecten van en naar de tunnel, wat eraan bijdraagt dat met grotere snelheden kan worden gereden.

## Indeling
De tunnel bestaat uit twee afzonderlijke buizen, die elke 333 meter via een dwarsverbinding met elkaar verbonden zijn. De oostelijke tunnelbuis is volledig afgebouwd en is geschikt voor treinverkeer. Uit oogpunt van kostenbesparing heeft men besloten de westelijke tunnelbuis slechts gedeeltelijk voor treinverkeer geschikt te maken. Concreet ziet de tunnel er als volgt uit:
- Tussen het tunnelportaal Frutigen en het wisselpunt Adelrain (de eerste kilometer) is ook de westelijke buis volledig voor treinverkeer geschikt.
- Tussen het wisselpunt Adelrain en het dienststation Mitholz is de westelijke buis nog niet uitgebroken (ca. 6 kilometer).
- Tussen het dienststation Mitholz en het wisselpunt Ferden Nord (ca. 14 kilometer) is de westelijke buis uitgebroken en in ruwbouw gereed.
- Tussen het wisselpunt Ferden Nord en het tunnelportaal Raron (ca. 14 kilometer) is de westelijke tunnelbuis volledig voor treinverkeer geschikt.

Voor noodgevallen is ter hoogte van Ferden een noodstation aangelegd in het dubbelsporige deel van de tunnel. Een trein in nood kan hier langs een 473 meter lang perron tot stilstand gebracht worden. Reizigers kunnen dan via een noodtunnel het complex verlaten. Daarnaast is in Frutigen een reddingstrein gestationeerd, die in noodgevallen de tunnel in kan rijden, een eventuele brand kan blussen en passagiers kan evacueren.

## Treindienst
Door de tunnel rijdt ieder uur een Intercity Romanshorn-Zürich-Bern-Spiez-Brig v.v.. Daarnaast rijdt er iedere twee uur een Cisalpino-trein Bazel-Milaan v.v.. Voor wat betreft het goederenverkeer maken vooral zware treinen gebruik van de basistunnel, terwijl de lichtere treinen over het oude bergtraject rijden. In de avond- en nachtelijke uren wordt de tunnel geheel vrijgegeven voor goederenverkeer en wordt het reizigersvervoer over het bergtraject afgewikkeld.
Voor de ontsluiting van de plaatsen langs het bergtraject rijdt er ieder uur een regionale trein over het oude traject. Ook de autotreinen Kandersteg-Goppenstein v.v. maken vanzelfsprekend gebruik van de hooggelegen tunnel, daar beide stations 'boven' liggen.

## Foto's

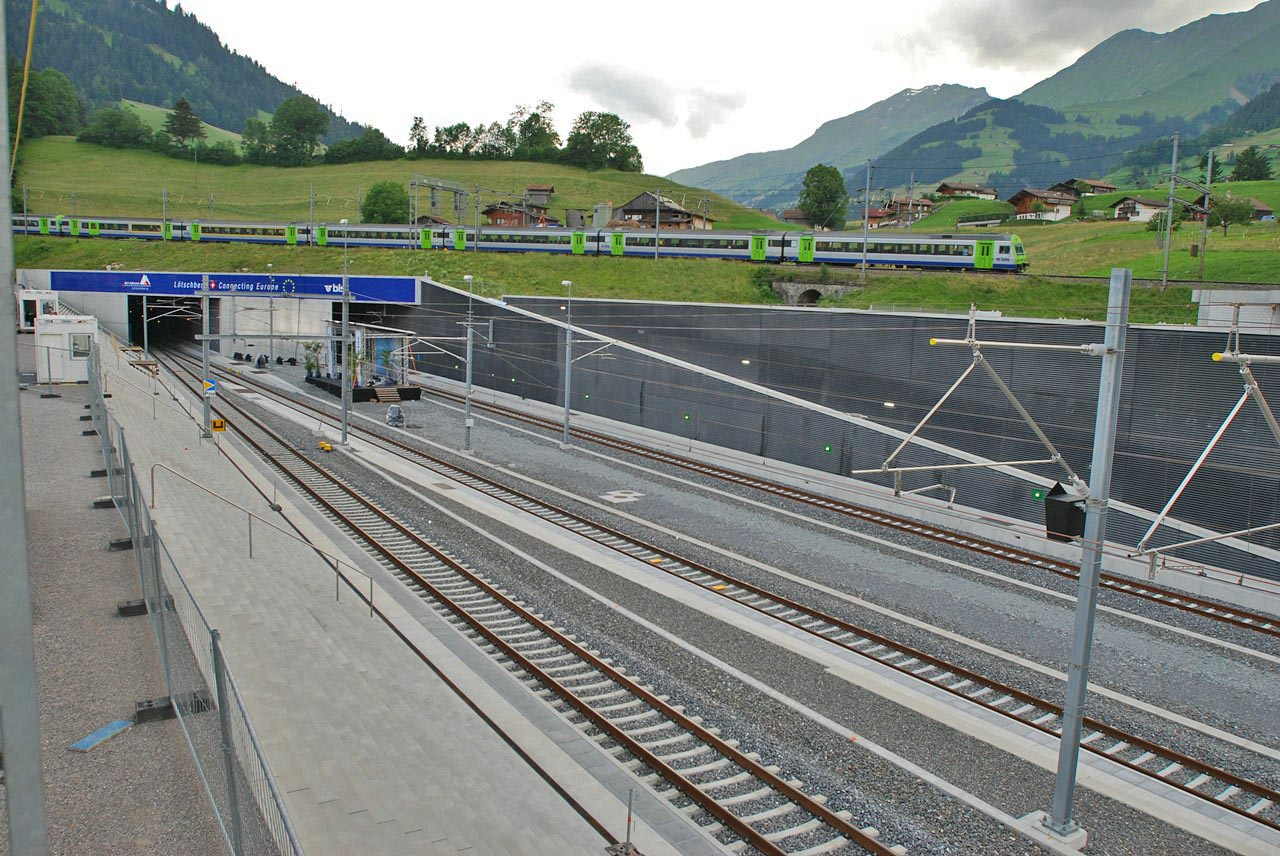
tunnelportaal bij Frutigen
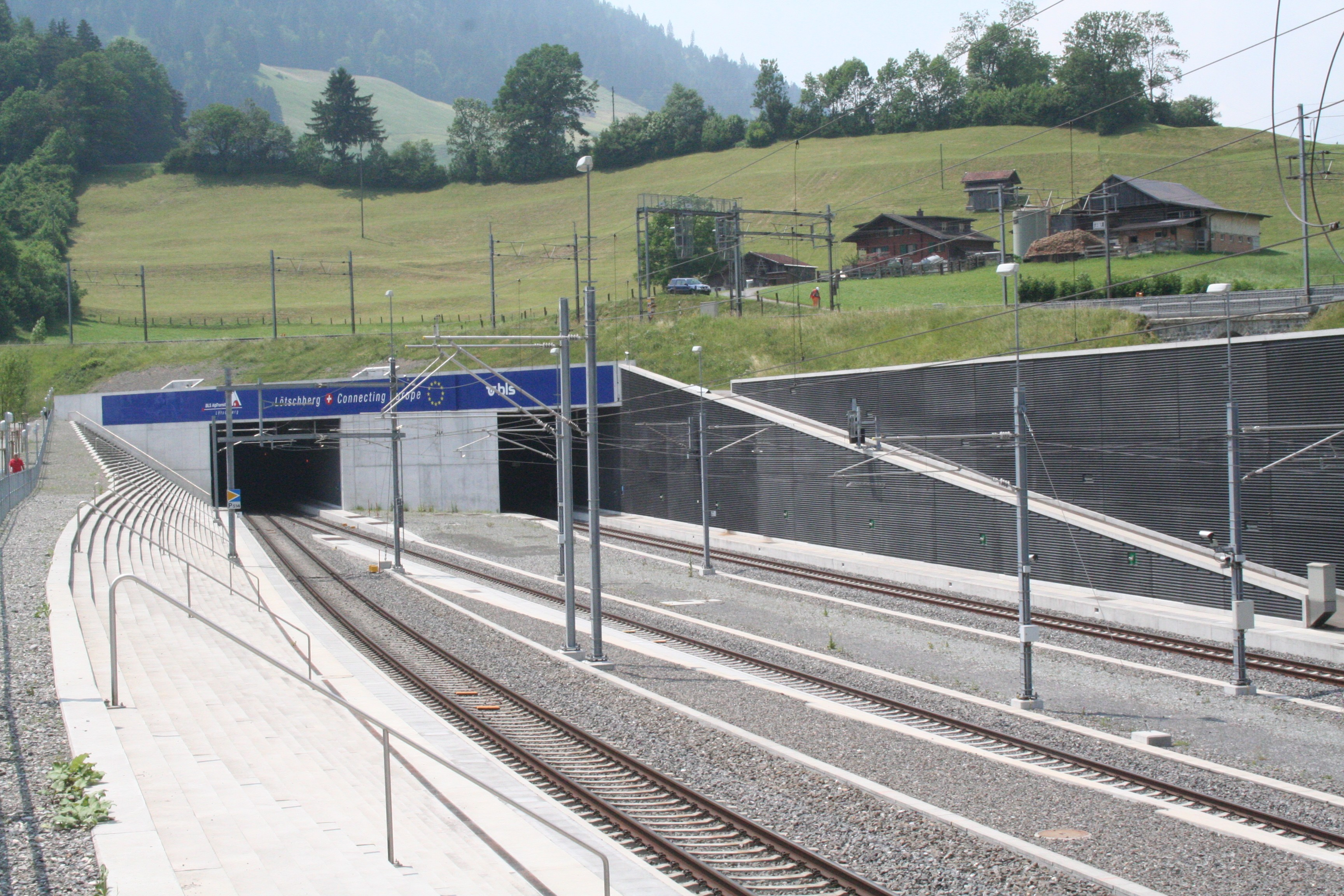
tunnelportaal bij Frutigen
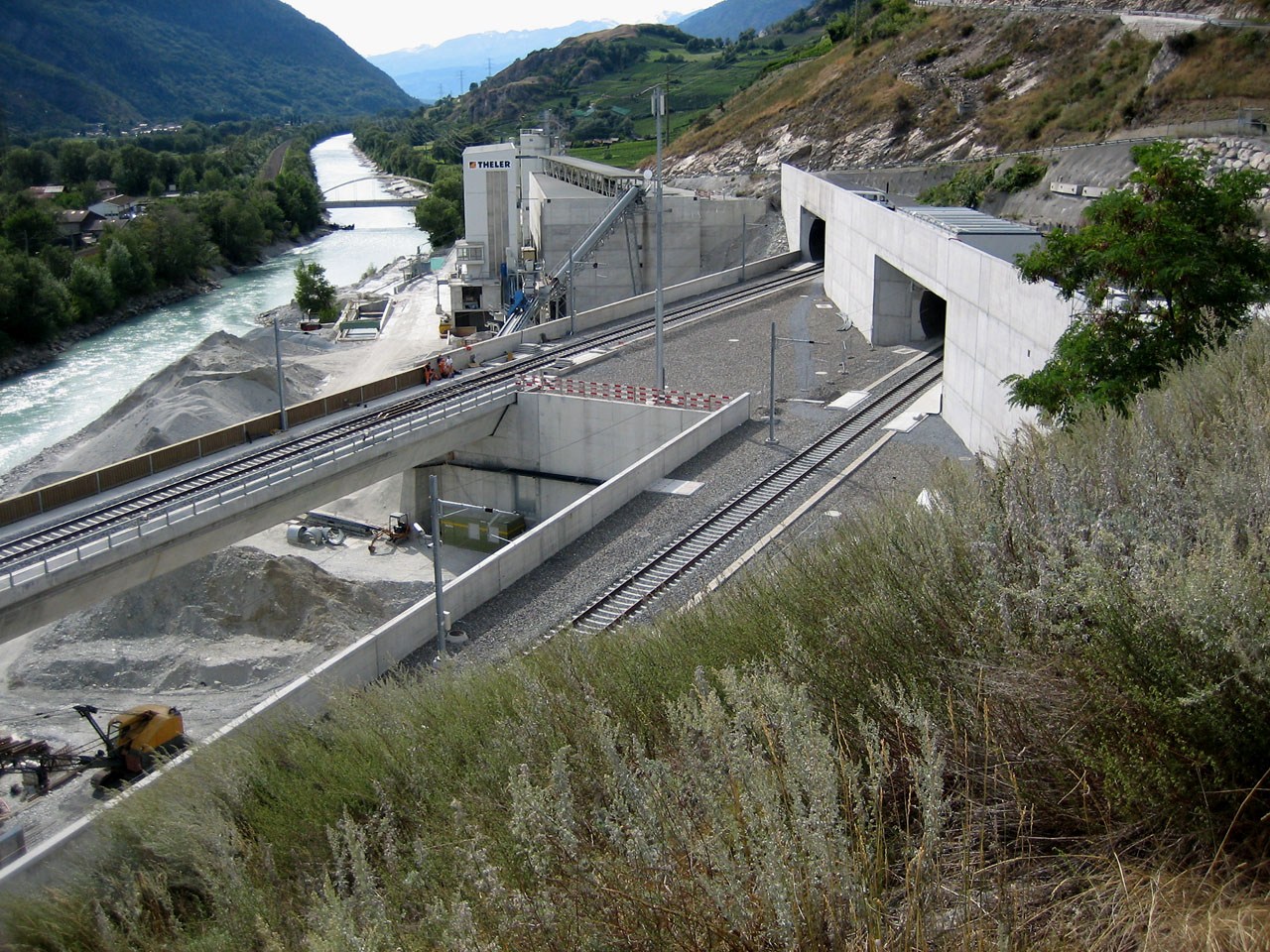
tunnelportaal bij Raron